# Anemplocia meteora
Anemplocia meteora là một loài bướm đêm trong họ Geometridae.